# Джуртелеку-Шимлеулуй
Джуртелеку-Шимлеулуй (рум. Giurtelecu Şimleului, венг. Somlyógyőrtelek, нем. Wüst Görgen) — населённый пункт на северо-западе Румынии, в Трансильвании. Расположен на берегах реки Красна.

## Климат
Джуртелеку-Шимлеулуй имеет континентальный климат, характеризуется горячим сухим летом и холодной зимой. Средняя температура января −3 °C, июля +21,1 °C. В среднем ежегодно выпадает около 627 мм осадков. Зимняя температура обычно не ниже −10 °C, летняя может достигать +35 °C.

## Население
Население в 2002 году насчитывало 1055 человек. В поселке постепенно увеличивается доля пожилых людей.

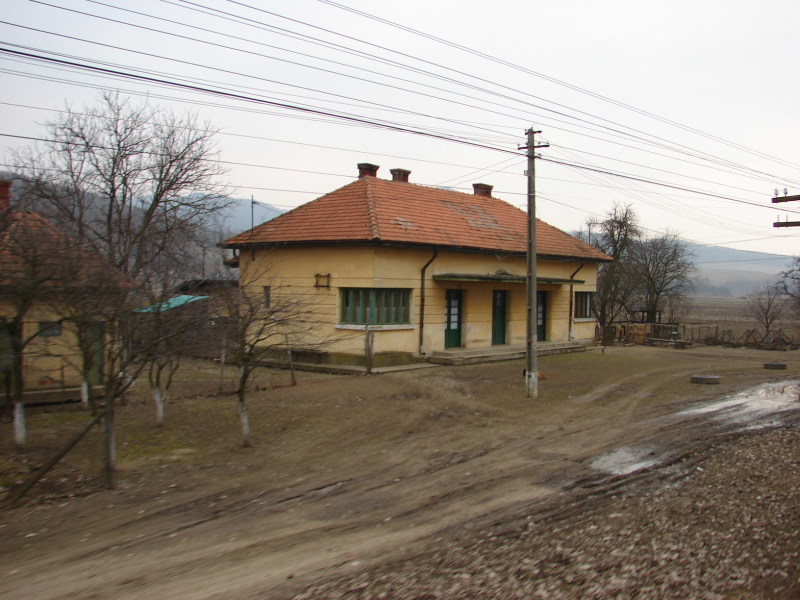
Бывший железнодорожный вокзал в Джуртелеку-Шимлеулуй

Численность населения в разные годы:
| Год  | Население |
| ---- | --------- |
| 2002 | 1,055     |
| 1992 | 1,149     |
| 1920 | 1,395     |
| 1910 | 1,322     |
| 1900 | 1,216     |
| 1890 | 1,059     |
| 1880 | 996       |
| 1869 | 1,190     |
| 1847 | 684       |
| 1750 | 231       |
| 1720 | 90        |
| 1715 | 72        |

## История
Первые письменные упоминания о Джуртелеку-Шимлеулуй восходят к 1259 году. В 1688 Джуртелеку-Шимлеулуй был включен в территорию монархии Габсбургов, а затем стал частью Королевства Венгрии в рамках созданной в 1867 году Австро-Венгерской империи. До 1919 деревня была частью Королевства Венгрии. Она вновь стала частью Венгрии во время Второй мировой войны.
В марте 1944 года немецкие войска оккупировали Венгрию, и начали массовые депортации евреев в лагеря смерти в оккупированной Польше. Во время немецкой оккупации в мае 1944 года евреи из поселка были депортированы и погибли в нацистских лагерях смерти.